# Richard Burton
Richard Burton, CBE (sinh ngày 10 tháng 11 năm 1925 - mất ngày 5 tháng 8 năm 1984) là một diễn viên người Anh (xứ Wales). Mối quan hệ sóng gió giữa ông và người vợ thứ hai, diễn viên Elizabeth Taylor, luôn tạo chú ý công chúng trong thập niên 1960 và 1970.

## Thân thế
Richard Walter Jenkins Jr. sinh ngày 10/11/1925 ở Pontrhydyfen, một ngôi làng nhỏ cạnh sông Afan, vùng Neath Port Talbot thuộc xứ Wales. Ông là người con thứ 12 trong gia đình 13 anh chị em, bố là Richard Walter Jenkins Sr (1876-1957), mẹ là Edith Maude Jenkins (nhũ danh Thomas; 1883-1927).

## Danh mục phim
- Now Barabbas (1949)
- The Last Days of Dolwyn (1949)
- The Woman with No Name (1949)
- Waterfront (1950)
- Green Grow the Rushes (1951)
- My Cousin Rachel (1952)
- The Desert Rats (1953)
- The Robe (1953)
- Thursday's Children (1954) (short subject, thuyết minh)
- Prince of Players (1955)
- The Rains of Ranchipur (1955)
- Alexander the Great (1956)
- Bitter Victory (1957)
- Sea Wife (1957)
- Look Back in Anger (1958)
- A Midsummer Night's Dream (1959) (thuyết minh)
- Ice Palace (1960)
- The Bramble Bush (1960)
- Dylan Thomas (1962) (short subject)
- The Longest Day (1962)
- Cleopatra (1963)
- The V.I.P.s (1963)
- Zulu (1964) (thuyết minh)
- Becket (1964)
- The Night of the Iguana (1964)
- Hamlet (1964)
- What's New Pussycat? (1965) (vai diễn khách mời)
- The Sandpiper (1965)
- The Spy Who Came in from the Cold (1965)
- Who's Afraid of Virginia Woolf? (1966)
- Florence: Days of Destruction (1966) (documentary short) (narrator)
- The Taming of the Shrew (1967) (also producer)
- Doctor Faustus (1967) (also producer and director)
- The Comedians (1967)
- The Comedians in Africa (1967) (phim tài liệu ngắn, chính mình)
- Boom! (1968)
- Where Eagles Dare (1968)
- Candy (1968)
- Staircase (1969)
- Anne of the Thousand Days (1969)
- Raid on Rommel (1971)
- Villain (1971)
- Under Milk Wood (1972)
- The Assassination of Trotsky (1972)
- Bluebeard (1972 film) (1972)
- Hammersmith Is Out (1972)
- Massacre in Rome (1973)
- Sutjeska (1973), also known as The Fifth Offensive and The Battle of Sutjeska
- The Voyage (1974)
- The Klansman (1974)
- Brief Encounter (1974)
- Exorcist II: The Heretic (1977)
- Equus (1977)
- Absolution (1978), also known as Murder by Confession
- The Wild Geese (1978)
- The Medusa Touch (1978)
- Breakthrough (1979)
- Circle of Two (1980)
- Lovespell (1981)
- Alice in Wonderland (1983)
- Wagner (1983)
- Nineteen Eighty-Four (1984)
- Ellis Island (1984)

## Sân khấu
| - Measure for Measure (1944) - Druid's Rest (1944) - Castle Anna (1948) - The Lady's Not for Burning (1949) - The Lady's Not for Burning (1950) - A Phoenix Too Frequent (1950) - The Boy With A Cart (1950) - Legend of Lovers (1951) - The Tempest (1951) - Henry V (1951) | - Henry IV (1951) - Montserrat (1952) - The Tempest (1953) - King John (1953) - Hamlet (1953) - Coriolanus (1953) - Hamlet'' (1953) - Twelfth Night (1953) - Henry V (1955) - Othello (1956) | - Sea Wife (1957) - Time Remembered (1957) - Camelot (1960) - Hamlet (1964) - A Poetry Reading (1964) - Doctor Faustus (1966) - Equus (1970) - Camelot (1980) - Private Lives (1983) - War of the Worlds (1978) |

## Giải thưởng
| Đề cử - 1952 Nam diễn phụ xuất sắc nhất, My Cousin Rachel - 1953 Nam diễn chính xuất sắc nhất, The Robe - 1964 Nam diễn chính xuất sắc nhất, Becket - 1965 Nam diễn chính xuất sắc nhất, The Spy Who Came in from the Cold - 1966 Nam diễn chính xuất sắc nhất, Who's Afraid of Virginia Woolf? - 1969 Nam diễn chính xuất sắc nhất, Anne of the Thousand Days - 1977 Nam diễn chính xuất sắc nhất, Equus - 1966 Nam diễn chính xuất sắc nhất, Who's Afraid of Virginia Woolf? / The Spy Who Came in from the Cold Đề cử - 1959 Nam diễn chính xuất sắc nhất, Look Back in Anger - 1967 Nam diễn chính xuất sắc nhất, The Taming of the Shrew Đề cử - 1985 Outstanding Supporting Actor in a Limited Series or a Special, Ellis Island | - 1953 Most Promising Newcomer – Male, My Cousin Rachel - 1978 Nam diễn chính xuất sắc nhất – Motion Picture Drama, Equus Đề cử - 1960 Nam diễn chính xuất sắc nhất – Motion Picture Drama, Look Back in Anger - 1965 Nam diễn chính xuất sắc nhất – Motion Picture Drama, Becket - 1967 Nam diễn chính xuất sắc nhất – Motion Picture Drama, Who's Afraid of Virginia Woolf? - 1968 Nam diễn chính xuất sắc nhất – Motion Picture Musical/Comedy, The Taming of the Shrew - 1970 Nam diễn chính xuất sắc nhất – Motion Picture Drama, Anne of the Thousand Days - 1975 Best Children's Recording, The Little Prince - 1961 Nam diễn chính xuất sắc nhất – Musical, Camelot - 1976 Special Award Đề cử - 1959 Nam diễn chính xuất sắc nhất – Play, Time Remembered - 1964 Nam diễn chính xuất sắc nhất – Play, Hamlet |